# Drama of Exile
Drama of Exile je páté sólové studiové album zpěvačky Nico. Album poprvé vyšlo v roce 1981 na gramofonové LP desce, později několikrát vyšlo i na CD. Album produkoval Jean-Marc Philippe Quilichini. Jde o jediné album zpěvačky, na němž se nepodílel John Cale. Kromě autorských písních se na desce nacházejí také dvě coververze: „I'm Waiting for the Man“ od kapely The Velvet Underground, v níž zpěvačka v šedesátých letech spolu s Calem působila, a „Heroes“ od zpěváka Davida Bowieho.

## Seznam skladeb
| Strana 1 | Strana 1                | Strana 1 | Strana 1 |
| Pořadí   | Název                   | Autor    | Délka    |
| -------- | ----------------------- | -------- | -------- |
| 1.       | Genghis Khan            | Nico     | 3:52     |
| 2.       | Purple Lips             | Nico     | 4:10     |
| 3.       | One More Chance         | Nico     | 5:38     |
| 4.       | Henry Hudson            | Nico     | 3:54     |
| 5.       | I'm Waiting for the Man | Lou Reed | 4:13     |

| Strana 2 | Strana 2    | Strana 2               | Strana 2 |
| Pořadí   | Název       | Autor                  | Délka    |
| -------- | ----------- | ---------------------- | -------- |
| 1.       | Sixty/Forty | Nico                   | 4:50     |
| 2.       | The Sphinx  | Nico                   | 3:30     |
| 3.       | Orly Flight | Nico                   | 3:55     |
| 4.       | Heroes      | David Bowie, Brian Eno | 6:06     |

## Sestava
- Nico – zpěv
- Muhammad Hadi (Mad Sheer Khan) – kytara, piáno, další nástroje
- Philippe Quilichini – kytara, baskytara, další nástroje
- Steve Cordona – bicí
- Davey Payne – saxofon
- Andy Clark – varhany, piáno, syntezátor